# シャイア・ホール (モンマス)
シャイア・ホール（英: Shire Hall）はウェールズのモンマスの中心にある、有名な第1級文化財指定建造物。1724年に建てられ、かつてはモンマスシャーの巡回裁判所と四季裁判所が主に置かれた場所である。1840年にこの裁判所で、チャーティズムの指導者ジョン・フロストらがニューポートの反乱にくみした大逆罪で裁かれた。この建物は市場としても使われた。シャイア・ホールはモンマスシャー州議会が所有し、第1法廷には案内用の音声・映像ガイドが用意されている。現在の建物はビジターセンター兼モンマス町議会の事務所として使われており、一部は一般に公開されている。

## 歴史

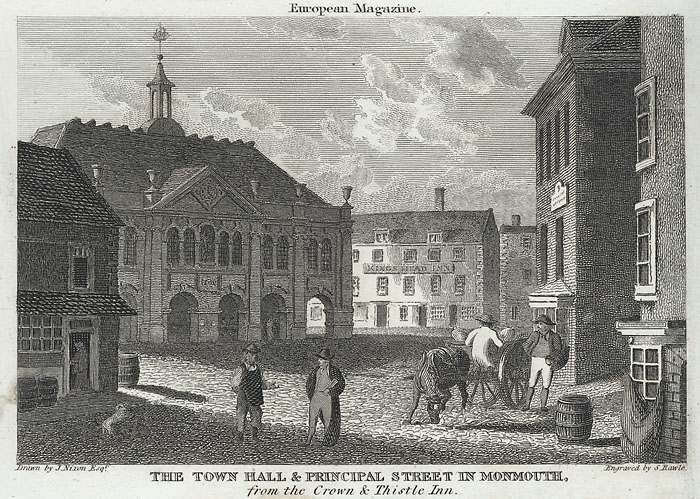
『「王冠とアザミ亭」(Crown and Thistle Inn) から見た、モンマスのタウン・ホールとプリンシパル・ストリート』

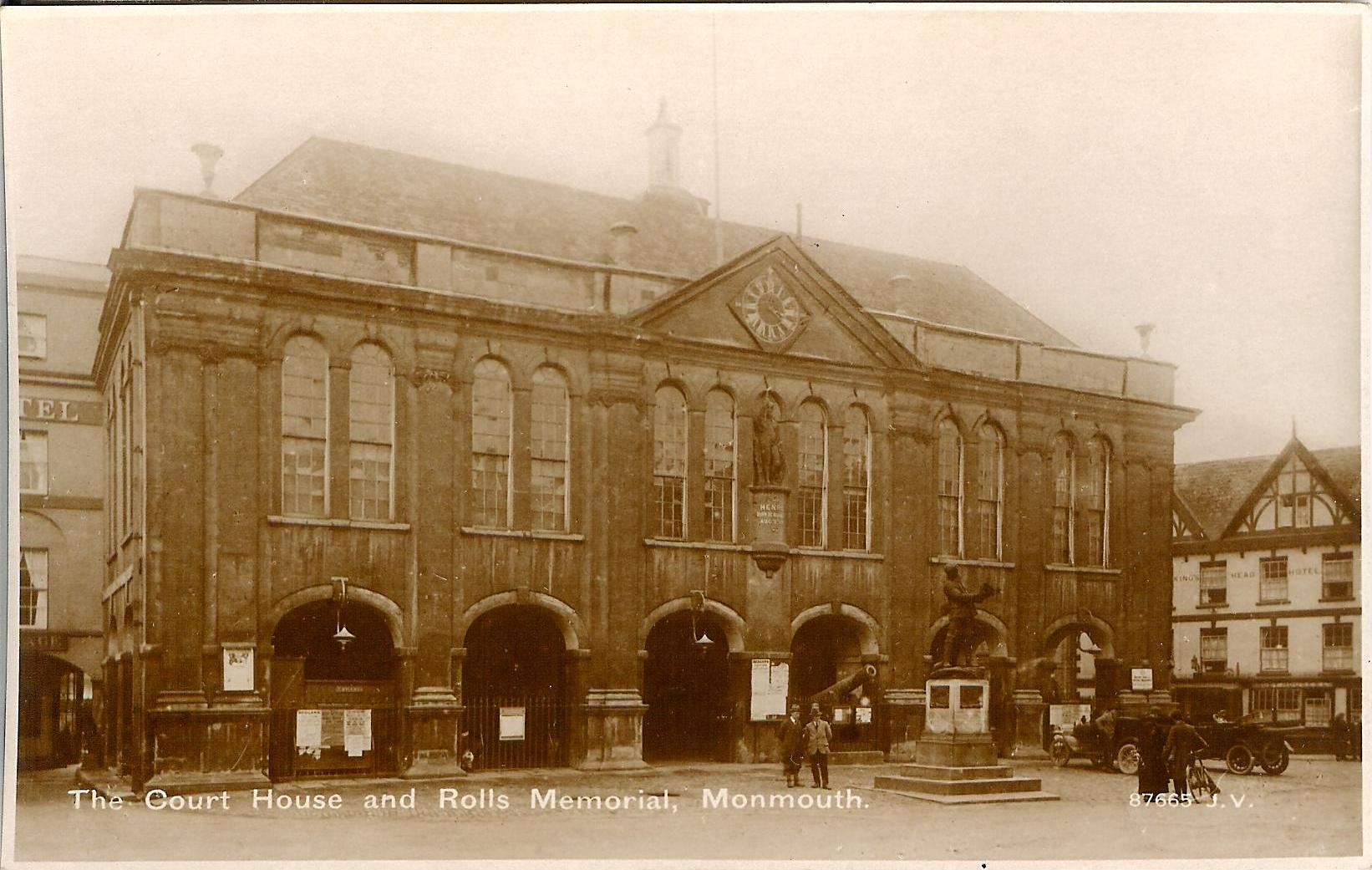
1920年代のシャイア・ホール

現在の建物は1724年に建てられた。この場所としては少なくとも4代目となる。かつては1536年に建てられたエリザベス朝の邸宅だったが、その後1571年に木骨造に建て替えられた。元の建物の木材は、現在のシャイア・ホールの建築時にも使われ、地上階には開放された市場が、2階にはいくつかの部屋が設けられた。『ペヴズナー建築物ガイド』で「力強い代物」と評されたこの建物は、バス・ストーンの切石積みで建てられ、ブリストルのそれなりに知られた建築家フィリップ・フィッシャー（1776年没）が設計し、工費は1700ポンドだった。巡回裁判所は1725年に移転してきて、市場として使われていた開けたアーチ上の2階に専用の法廷が設けられた。ペディメントの時計は、1765年にリチャード・ワトキンスが製作した。1828年に建物の内部は改装され、外部には階段塔が追加された。階段塔はガラス窓のルーフ・ランタンがつき、内部には堂々とした新しい階段が設けられた。

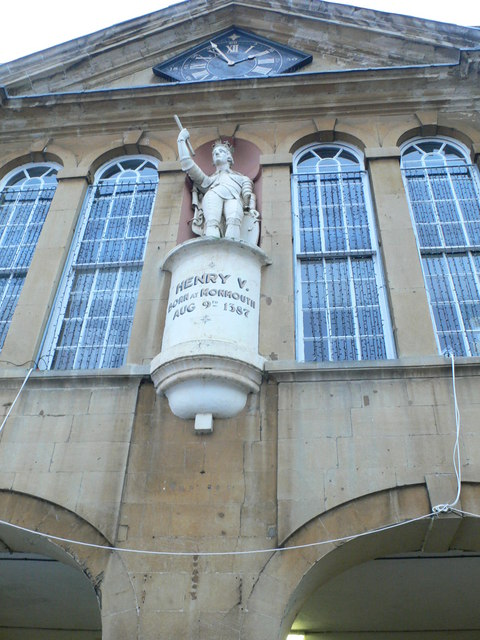
ヘンリー5世像とシャイア・ホール

正面入口の上、時計の下にある壁龕（へきがん、壁のくぼみ）のヘンリー5世像は、出来が良くないと一般に思われており、「建物と調和していない」「どうも嘆かわしい」「救いようのない出来で、体温計をチェックしている心気症患者のようだ」などと言われている。この像は1792年に町のイングリッシュ・ニュートン近くで生まれた彫刻家チャールズ・ピアートが付け加えた。銘には「ヘンリー5世、1387年8月9日にモンマスで生まれる」とある。刻まれたこの誕生日は、現在では間違っていると考えられている。
カウンティ刑務所は法廷の近くに設けられた。全ての男性が国会議員選挙権を持つことを主張したチャーティズムの指導者ヘンリー・ヴィンセントは、巡回裁判所で裁かれる前にここへ収監された。彼は有罪になったが、その評決を不服とする抗議運動が起こり、その結果ニューポートで軍隊との衝突が発生し（ニューポートの反乱）、鉱夫たちが殺された。ジョン・フロストらが逮捕され、大逆罪に問われた。1840年に、ジョン・フロスト、ウィリアム・ジョーンズ、ゼファナイア・ウィリアムズがこのシャイア・ホールで裁かれた。3名はみな有罪となり、イギリスで首吊り・内臓抉り・四つ裂きの刑に処せられた最後の例となった。この刑罰は、後にヴァン・ディーメンズ・ランドへの流刑に軽減された。
シャイア・ホールの治安判事裁判所は1997年に、カウンティ裁判所は2002年に廃止された。その後、モンマスシャー州議会は文化遺産宝くじ基金に資金を申し込み、建物全体の改修費用として320万ポンドの譲渡を確保し、州議会も100万ポンドを追加拠出した。工事は2008年後半に始まり、改装された建物は2010年9月に公開された。来館者に公開されたスペースの中には、1840年にフロストらが裁かれた法廷も含まれる。改装の目玉は、エレベーターの設置による建物全体のバリアフリー化だった。建物には現在、ビジターセンターと事務所が入居し、また来館者に公開されている。

## 建物周辺

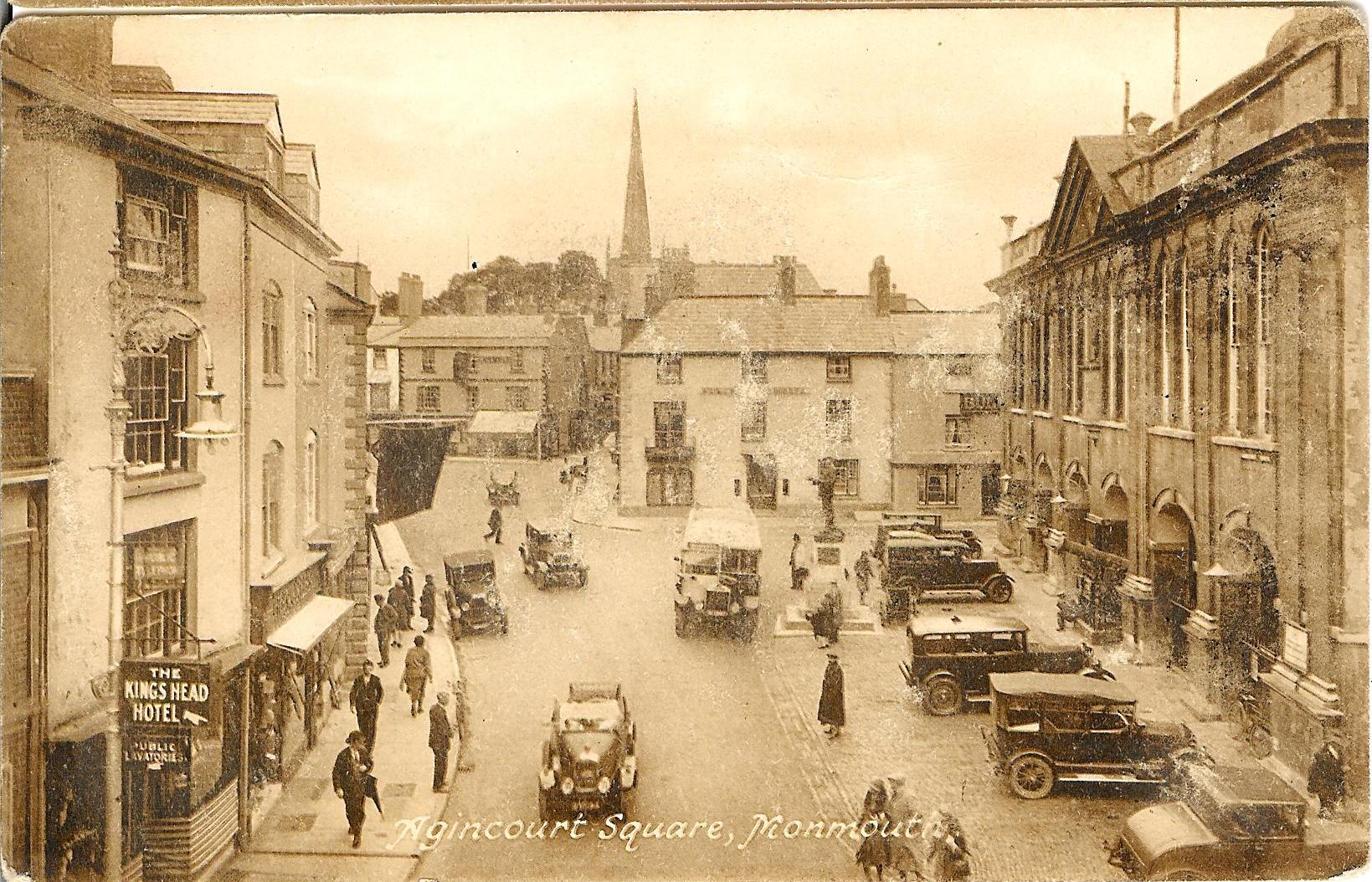
1930年代のアジンコート・スクエア

シャイア・ホールとその周辺は、2008年のドクター・フー・クリスマス特別篇の舞台となり、またグラフィック・ノベル『ジ・インタラクティブズ』にも登場する。アジンコート・スクエアの、シャイア・ホール正面すぐの所には、1911年に除幕されたチャールズ・ロールズ像が立つ。この像は、この地の出身者である自動車と航空機の先覚者チャールズ・ロールズの偉業を記念するものである。広場を挟んだ対面には、キングス・ヘッド・ホテルがある。これは17世紀半ばに建てられ、チャールズ1世が1645年に訪れたと伝えられる。広場のその他の著名な建物には、18世紀初めからのコーチング・インだったボーフォート・アームズ・ホテル、やはりコーチング・インだったパンチ・ハウス、有名な17世紀初めの半木造建築であるアジンコート・ハウスがある。

## ギャラリー

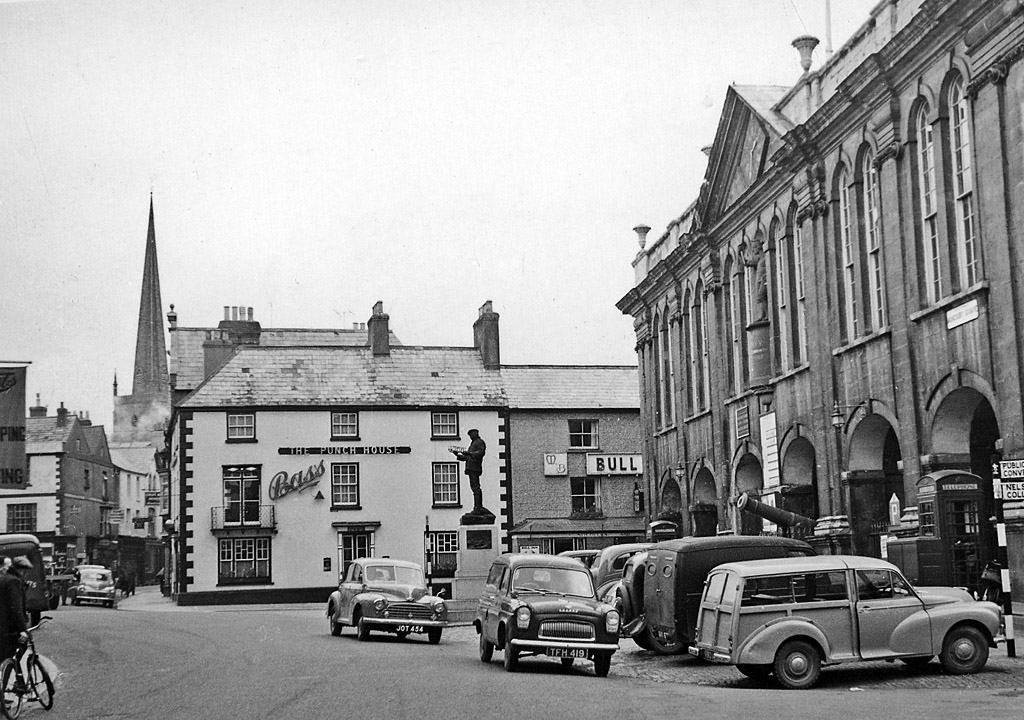
シャイア・ホールとアジンコート・スクエア（1958年）
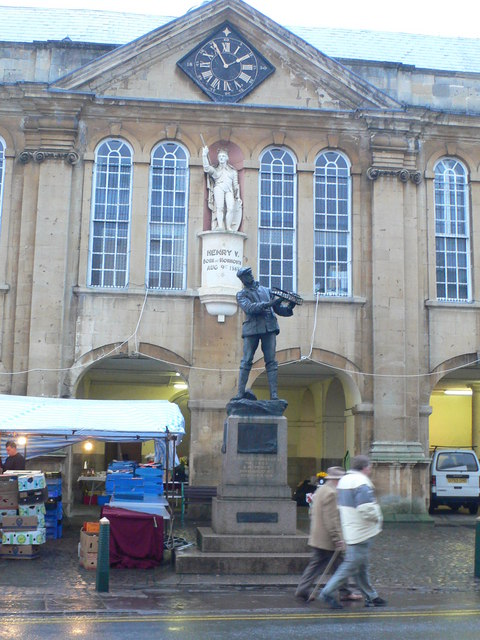
改装前の建物正面、彫像2体、露店（2008年）
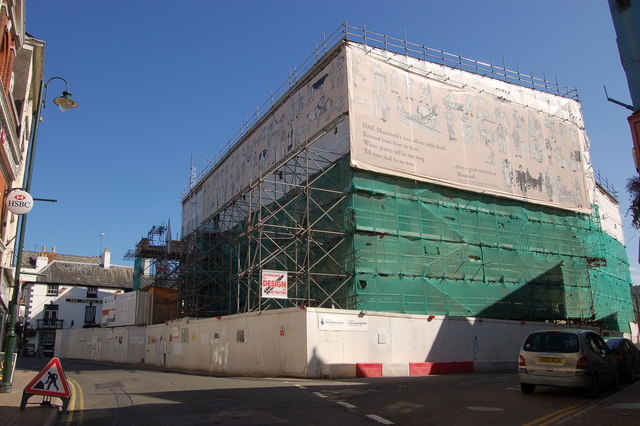
改装工事中のシャイア・ホール（2009年）
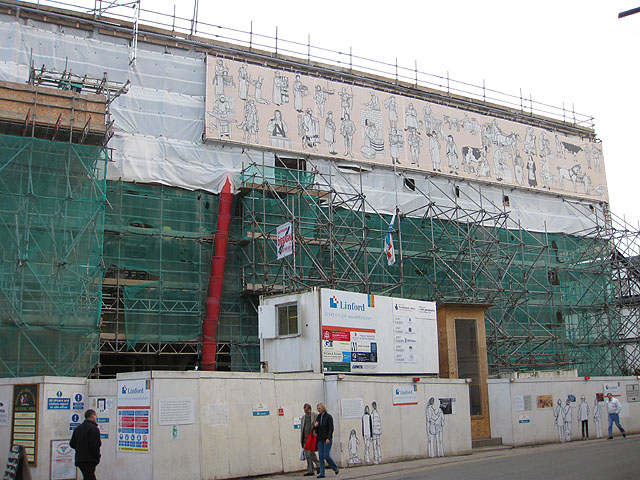
改装工事中のシャイア・ホール（2009年）
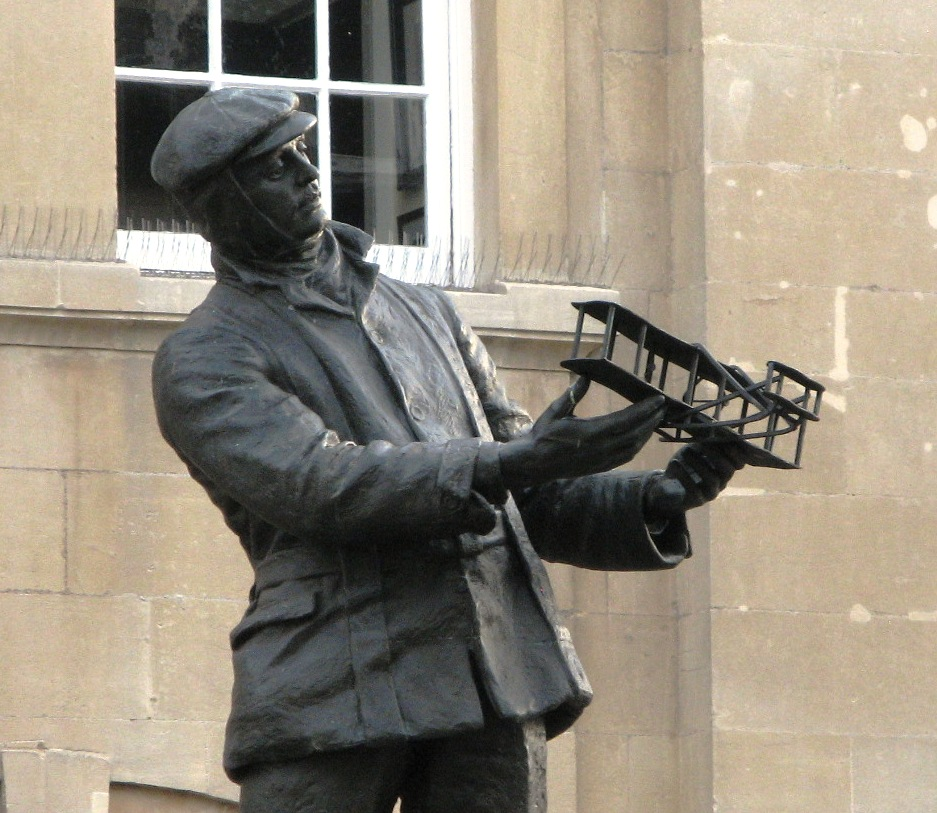
チャールズ・ロールズ像
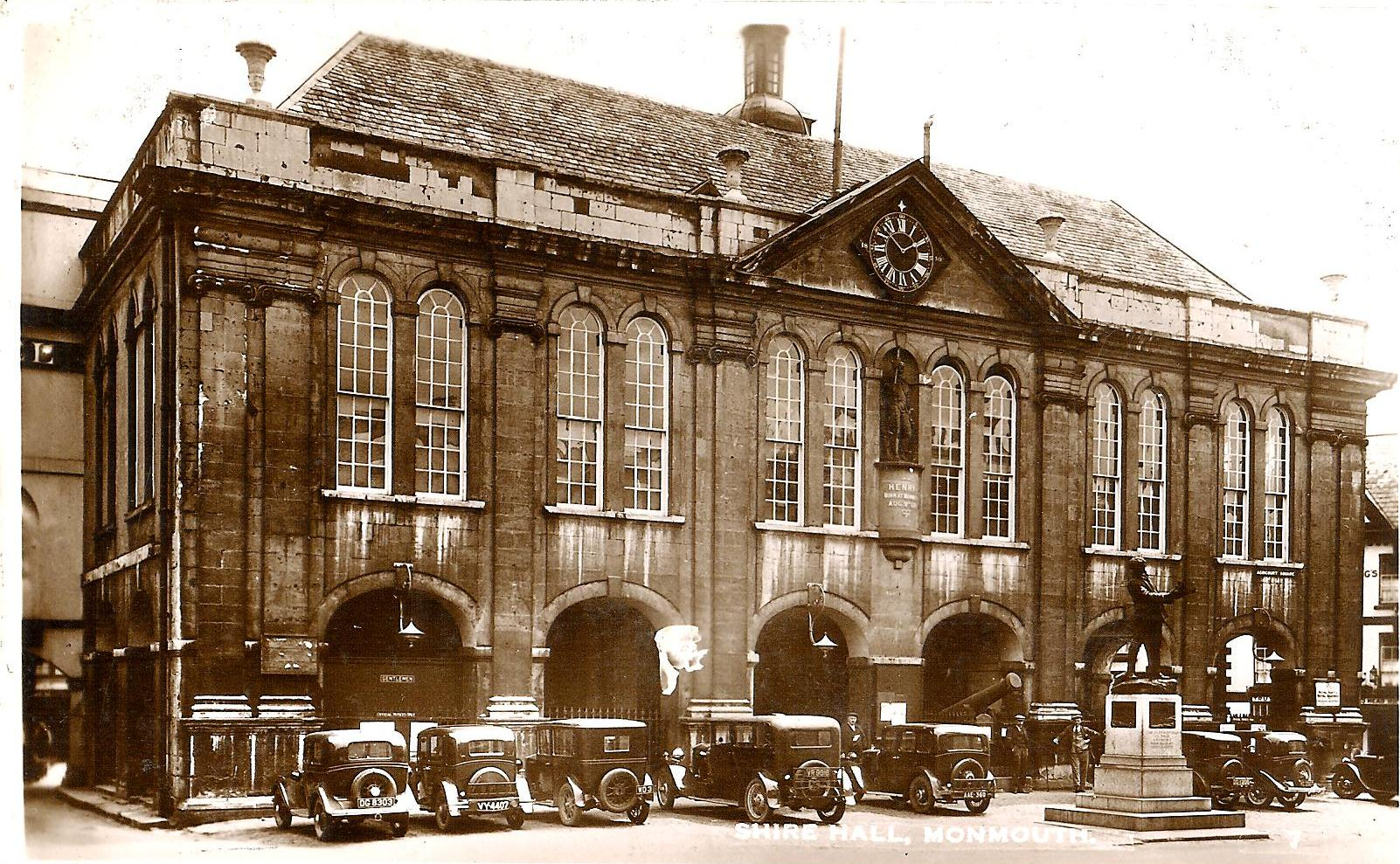
シャイア・ホール（1939年）
グラフィック・ノベル『ジ・インタラクティブズ』で描かれたシャイア・ホールとアジンコート・スクエア
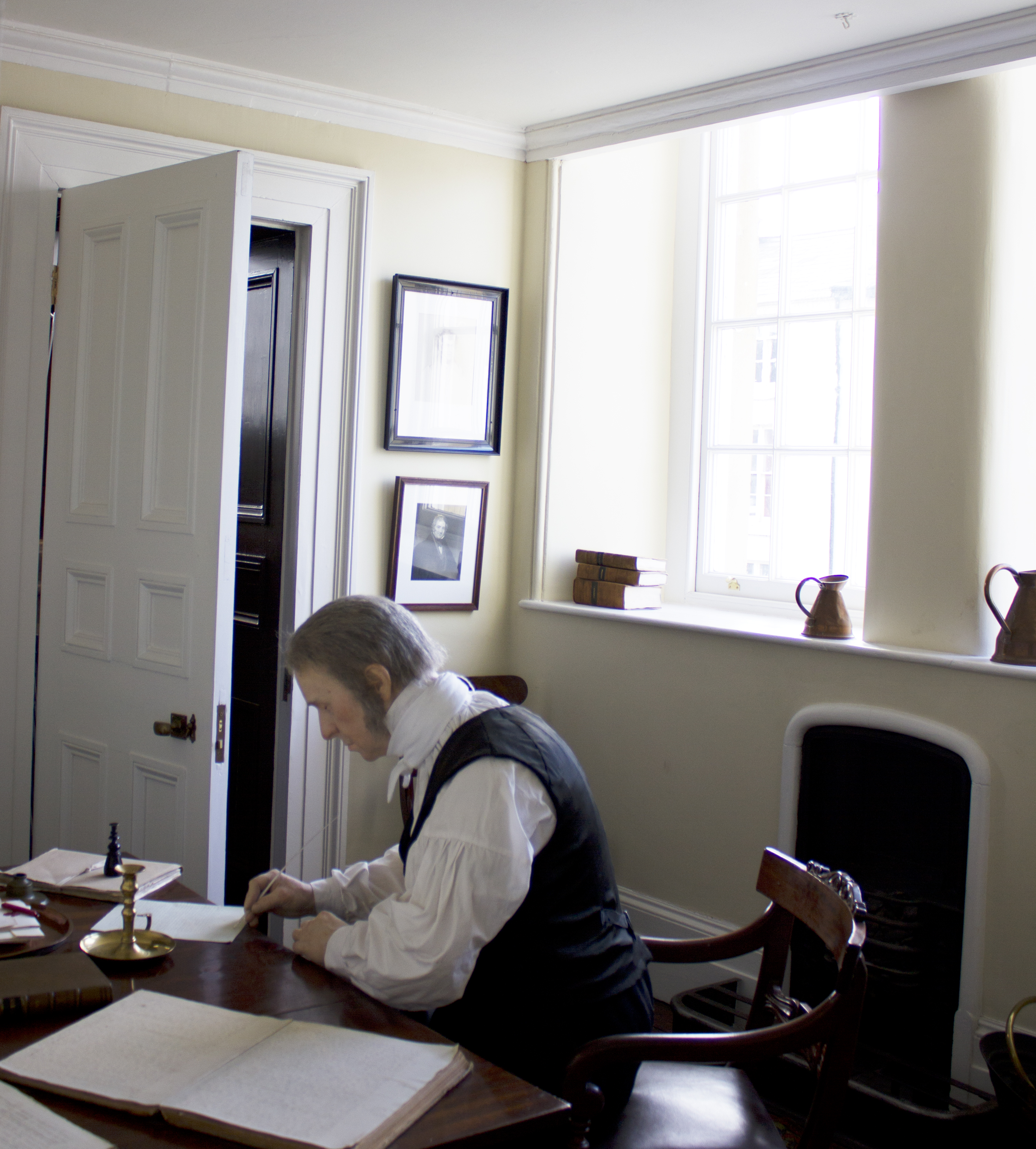
執務中のニコラス・カニンガム・ティンダル（英語版）判事の人形